# Sztavropoli határterület
A Sztavropoli határterület (oroszul Ставропольский край [Szavrapolszkij kraj])  az Oroszországi Föderáció tagja az ország európai részén, azon belül délen, a Kaukázustól északra. Székhelye Sztavropol.

## Földrajz

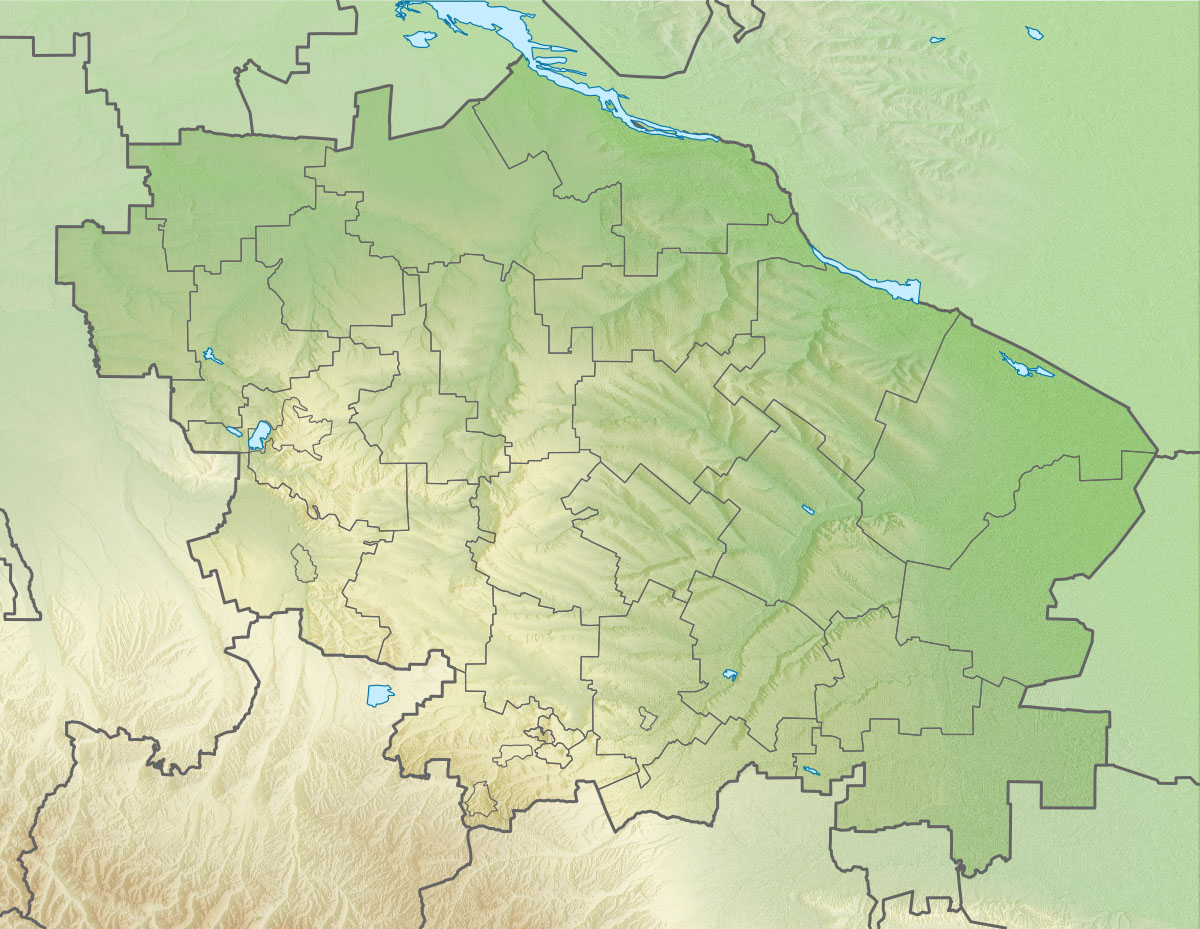
Domborzati térkép

Szomszédai északon a Rosztovi terület és Kalmükföld, keleten Dagesztán, délen Csecsenföld, Észak-Oszétia, Karacsáj-Cserkeszföld és Kabard- és Balkárföld, nyugaton pedig a Krasznodari határterület.

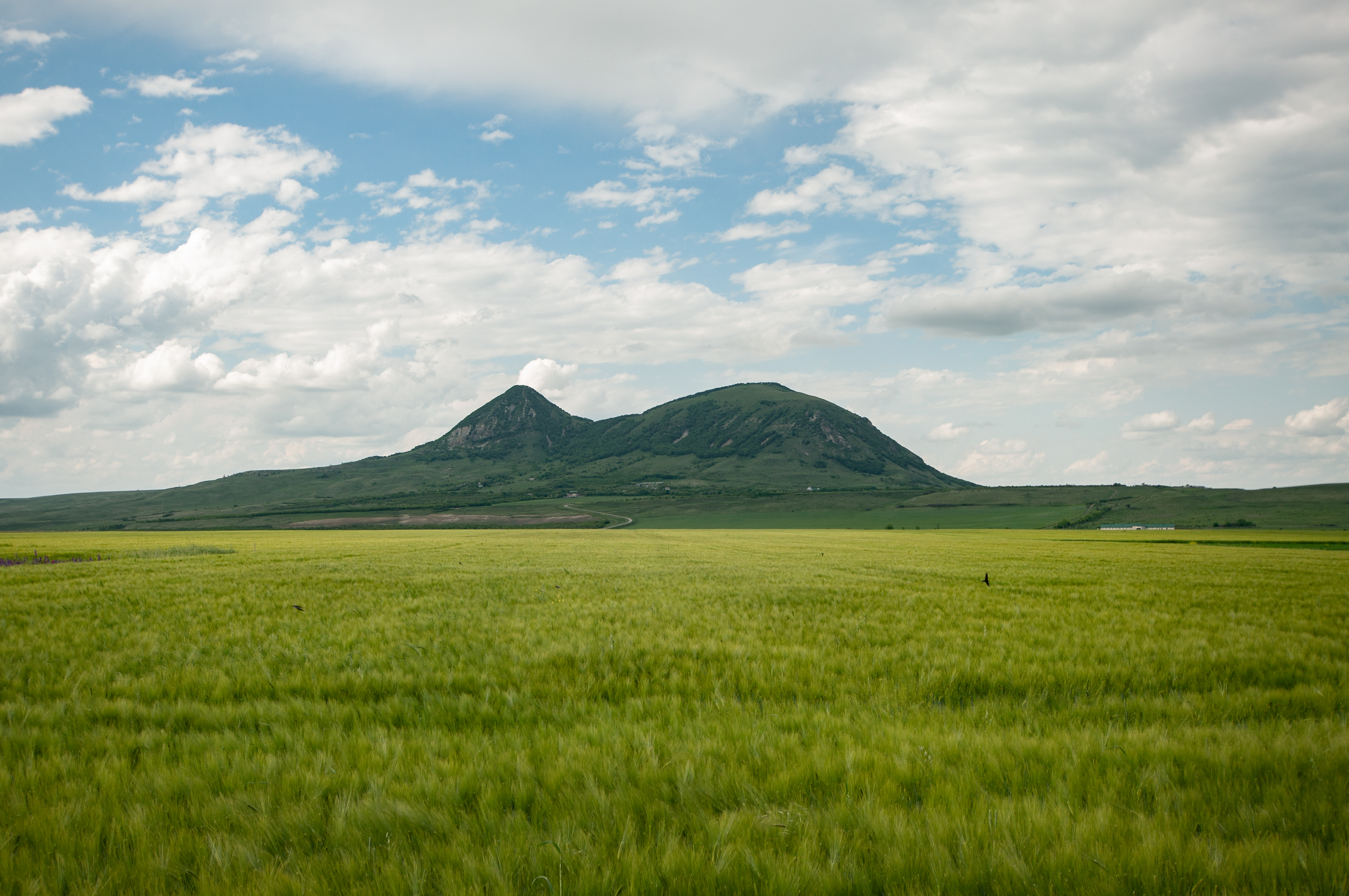
Teve-hegy

A Nagy-Kaukázustól északra fekszik. Domborzatilag északkeleti határán az északnyugat-délkeleti irányban húzódó Kuma–Manyics-süllyedék található, nyugati és középső része a Sztavropoli-hátsághoz tartozik, amely a Keleti-Elő-Kaukázus felé emelkedik, keleten pedig a Tyerek–Kuma-síkság lapálya található. Délen van legmagasabb pontja, az 1541 m magas Verhnyij Dzsinal hegy.
Folyói a Jegorlik, a Kubán, a Kuma és a délkeleti határfolyó Tyerek. Délkeleti részén épült a Tyerek–Kuma-csatorna. Északon található a süllyedékben a sósvízű Manyics-Gudilo-tó mesterséges víztározó, ahonnét a Manyics folyó ered.

## Népesség
2010-ben népessége 2 786 281 fő volt. A lakosság döntő többsége orosz nemzetiségű, de más nemzetiségek is lakják, jelentős az örmény, a dargin, a görög, a cigány, az ukrán és a nogaj kisebbség száma is.
Nemzetiségi összetétel:
|            | 1959-es népszámlálás | 2002-es népszámlálás | 2010-es népszámlálás |
| ---------- | -------------------- | -------------------- | -------------------- |
| oroszok    | 1 465 353            | 2 231 759            | 2 232 153 (80,1%)    |
| örmények   | 24 726               | 149 249              | 161 324 (5,8%)       |
| dargok     | 748                  | 40 218               | 49 302 (1,8%)        |
| görögök    | 11 488               | 34 078               | 33 573 (1,2%)        |
| cigányok   | 3 931                | 19 094               | 30 879 (1,1%)        |
| ukránok    | 39 067               | 45 892               | 30 373 (1,1%)        |
| nogajok    | 8 692                | 20 680               | 22 006 (0,8%)        |
| azeriek    | 1 164                | 15 069               | 17 800 (0,6%)        |
| karacsájok | 1 425                | 15 146               | 15 598 (0,6%)        |
| türkmének  | 5 856                | 13 937               | 15 048 (0,5%)        |
| csecsenek  |                      | 13 208               | 11 980 (0,4%)        |
| tatárok    | 5 537                | 12 988               | 11 795 (0,4%)        |
| törökök    |                      | 7 484                | 10 419 (0,4%)        |
| avarok     | 447                  | 7 167                | 9 009 (0,3%)         |
| kabardok   | 3 249                | 6 619                | 7 993 (0,3%)         |
| oszétok    | 2 666                | 7 772                | 7 988 (0,3%)         |
| lezgek     |                      | 6 558                | 7 900 (0,3%)         |
| grúzok     | 2 537                | 8 764                | 7 526 (0,3%)         |
| összesen   | 1 604 952            | 2 735 139            | 2 786 281            |

### Városok

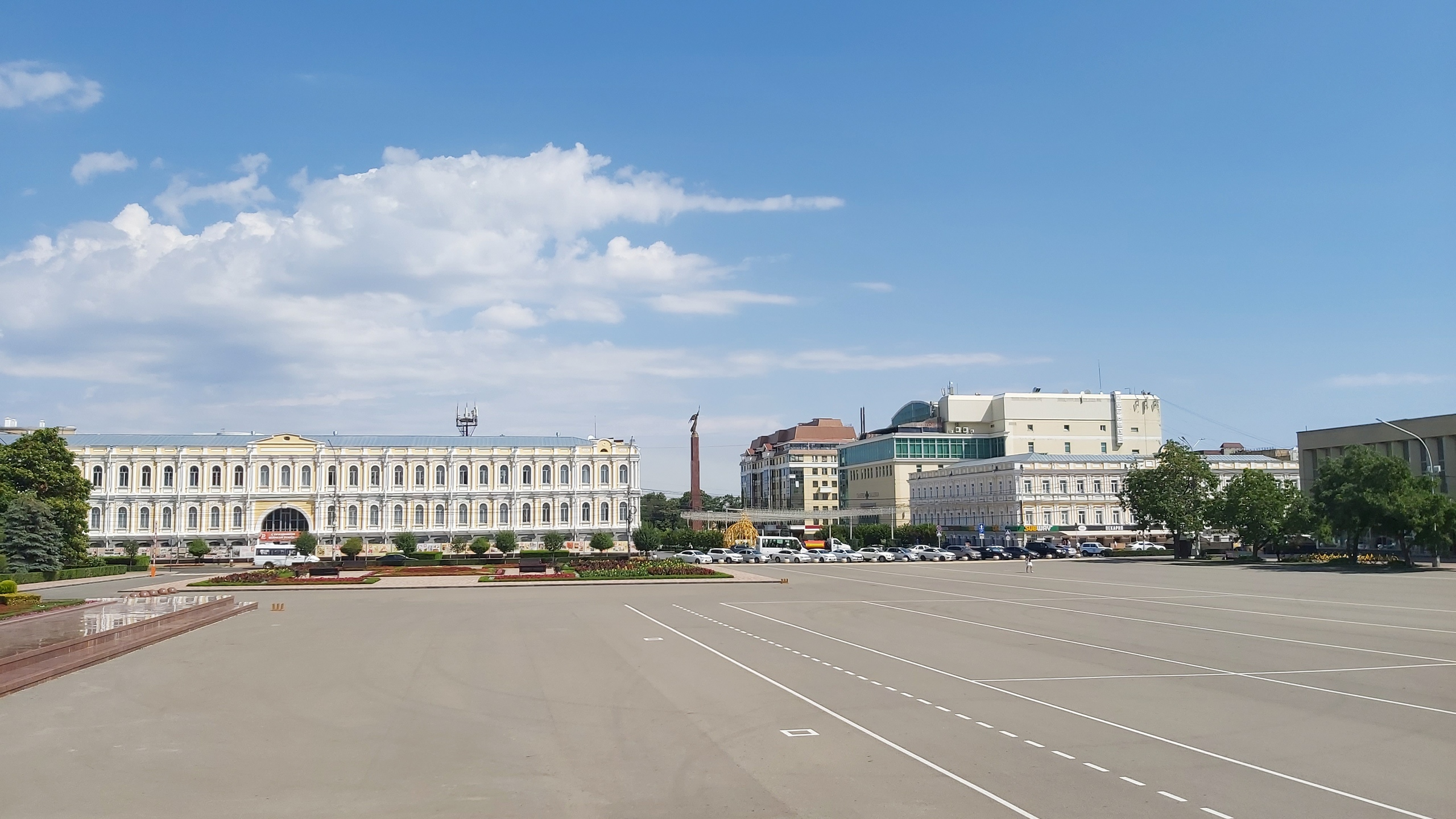
Sztavropol központja

- Sztavropol, a határterület székhelye
- Georgijevszk
- Jesszentuki
- Zseleznovodszk
- Kiszlovodszk
- Lermontov
- Nyevinnomisszk
- Pjatyigorszk

## Politikai vezetés
A Sztavropoli határterület élén a kormányzó áll. Kormányzók:
- Valerij Venyiaminovics Gajevszkij: 2008. májustól 2012. májusig
- Valerij Georgijevics Zelenkov: 2012. május 5. – 2013. szeptember 27. Hivatali idejének lejárta előtt lemondott.
- Vlagyimir Vlagyimirovics Vlagyimirov: 2013. szeptember 27-től a következő választásig a kormányzói feladatokat ellátó megbízott.

2014. szeptemberben öt évre kormányzóvá választották. Hivatalba lépett: 2014. szeptember 27.
A 2019. szeptember 8-i választáson ismét kormányzóvá választották.

## Járások

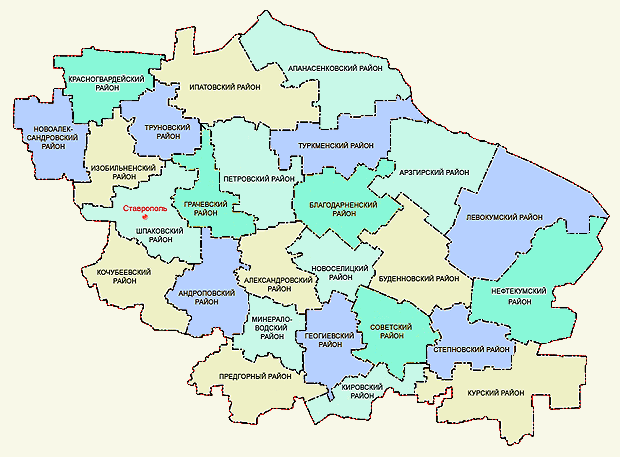
A Sztavropoli határterület járásai

A járások neve, székhelye és 2010. évi népessége az alábbi:
- Alekszandrovszkojei járás
- Andropovszkij járás
- Apanaszenkovszkij járás
- Arzgiri járás
- Blagodarniji járás
- Bugyonnovszki járás
- Georgijevszki járás
- Gracsovkai járás
- Ipatovói járás
- Izobilniji járás
- Kirovszkij járás
- Kocsubejevszkojei járás
- Krasznogvargyejszkojei járás (Sztavropoli határterület)
- Kurszkajai járás
- Levokumszkojei járás
- Minyeralnije Vodi-i járás
- Nyeftyekumszki járás
- Novoalekszandrovszki járás
- Novoszelickojei járás
- Petrovszkij járás
- Predgornij járás
- Spakovszki járás
- Szovetszkij járás
- Sztyepnojei járás
- Trunovszkij járás
- Turkmenszkij járás

## Külső hivatkozások
- Honlap (oroszul)